# مشيرفة قبلية
مشيرفة قبلية قرية صغيرة في ناحية جب الجراح التابعة لمنطقة المخرّم في محافظة حمص في سورية. بلغ عدد سكان القرية 348 نسمة حسب تعداد عام 2004.